# Philodromus triangulatus
Philodromus triangulatus là một loài nhện trong họ Philodromidae.
Loài này thuộc chi Philodromus. Philodromus triangulatus được miêu tả năm 1987 bởi Wu & Da-xiang Song.